# Lipnica Srednja
Lipnica Srednja je naselje u općini Tuzla, Federacija BiH, BiH.

## Uprava
Lipnica Srednja je mjesna zajednica u općini Tuzli. Spadaju u ruralno područje općine Tuzle. U mjesnoj zajednici Lipnici je 31. prosinca 2006. godine prema statističkim procjenama živjelo 446 stanovnika u 187 domaćinstava.

## Kultura
U Srednjoj Lipnici slavi se Rođenje Blažene Marije Djevice ili Gospe Lipničke. Na ovaj dana žene se oblače u narodnu nošnju. U mjestu se nalazi kapela Gospe Lipničke sa svojom čudotvornom slikom, jedne je od najstarijih spomenika kršćanske kulture ovog prostora. Stoljećima su katolici iskazivali pobožnost Gospi kod čudotvorne slike, nalazili utjehu i olakšanje po zagovoru Gospe Lipničke. U vrijeme zabrane vjerskih obreda kapela je bila jedino vjersko središte katolika tuzlanskog kraja.
Zavjetna slika Gospe Lipničke sa Sv. Petrom i Pavlom koja se čuva u kapelici djelo je nepoznatog domaćeg baroknog majstora iz 18. stoljeća. Kapela datira iz 17. stoljeća i nalazi se u zaseoku Marićima. Danas ima status zaštićenog kulturno-povijesnog dobra i nalazi se na popisu nacionalnih spomenika Bosne i Hercegovine. Proglašena je nacionalnim spomenikom na 16. sjednici Povjerenstva za očuvanje nacionalnih spomenika BiH.
Svibnja 2014. godine tijekom prirodne nesreće pokrenulo se klizište u neposrednoj blizini kapele. Klizište je sanirano sustavom dubokih drenaža, zatim trup puta u sredini klizišta kamenim rebrima u zoni puta, saniranje labilne kosine tik ispod objekta Kapele i sama kapela je podbetonirana radi sprječavanja eventualnih manjih oštećenja samog objekta. Planira se i pošumljavanje i uređenje pristupa.

## Crkva
Naselje Srednja Lipnica pripada župi sv. Franje Asiškog u Šikari.

## Stanovništvo
| Lipnica Srednja    |       |       |       |       |
| godina popisa      | 1991. | 1981. | 1971. | 1961. |
| Hrvati             | 323   | 594   | 683   | 636   |
| Srbi               | 1     |       | 5     | 3     |
| Muslimani          | 4     | 4     | 2     |       |
| Jugoslaveni        | 95    | 11    |       |       |
| ostali i nepoznato | 73    | 2     | 4     |       |
| ukupno             | 496   | 611   | 694   | 639   |

## Vanjske poveznice
- Svetište Gospe Lipničke, Anto Šimić Čiko, Datum objavljivanja: 9. ruj 2012.
- Akcija TV  Arhivirana inačica izvorne stranice od 1. prosinca 2017. (Wayback Machine) Putopisi – Gospa Lipnička (boš.)